# Dvorisxi
Dvorisxi (en rus: Дворищи) és un poble de l'óblast de Vladímir, a Rússia, segons el cens del 2010 tenia 74 habitants. Pertany al districte de Kirjatx.